# Красный дом (Хониара)
Красный дом (англ. Red House) — построен на хребте Вавея в Хониаре (Соломоновы Острова) и является официальной резиденцией премьер-министра Соломоновых Островов. Резиденция представляет собой одноэтажное деревянное строение на сваях. Название дома связано с красной крышей.

## История
Дом был построен в 1950-х годах для колониального министра финансов, а затем и главного министра Британских Соломоновых островов. В 1978 году Красный дом стал резиденцией премьер-министра. Одно время использовался в качестве резиденции спикера национального парламента Соломоновых Островов после последнего ремонта в 2010 году.

## Планы сноса
В октябре 2011 года правительство премьер-министра Дэнни Филипа Национальная коалиция за реформы и развитие объявило о планах снести Красный дом и построить новую резиденцию премьер-министра. Оппозиция во главе с Дереком Сикуа осудила заявление, отметив, что с августа 2010 года в Красном доме был завершен ремонт на 4 миллиона долларов США.
В ноябре 2011 года новоизбранный премьер-министр Гордон Дарси Лило отменил планы предыдущего правительства. Он объявил, что переедет в Красный дом из своей резиденции в отеле Хониары, сославшись на необходимость тратить меньше денег налогоплательщиков на гостиницу или аренду дома для сотрудников избирательных комиссий. На пресс-конференции Гордон Дарси Лило объявил: «Я хотел бы проинформировать жителей Соломоновых Островов, что премьер-министр вернется в Красный дом, как только в резиденции будет завершен мелкий ремонт. Я не собираюсь проживает где-нибудь ещё и хочу сказать людям, что как премьер-министр перееду в Красный дом в считанные дни». Также добавил, что переедет как только будет завершен мелкий ремонт, например, будут установлены новые замки.